# Врмоша
Врмоша (алб. Vermosh) је насељено место у општини Велика Малесија у округу Скадар, Албанија. Према попису из 1989. године био је 1.171 становник. Представља најсевернију тачку Албаније.
Према Дечанској хрисовуљи из прве половине 14. века, Врмоша је словенско насеље које је додељено манастиру Високи Дечани.
Врмоша су једно од насеља малисорског племена Клименти и његовог рода Селца. Српски етнолог Андрија Јовићевић, 1923. године наводи да Врмоша има 43 куће.